# مگومی هیروسه
مگومی هیروسه (به ژاپنی: 広瀬 めぐみ, Hirose Megumi)؛ زادهٔ ۲۷ ژوئن ۱۹۶۶، سیاستمدار و وکیل اهل ژاپن است که از سال ۲۰۲۲ در مجلس مشاوران برای استان ایواته خدمت کرده است. او عضو حزب لیبرال دموکرات (ژاپن) است. او اولین عضو LDP است که از زمانی که موتو شینا در سال ۱۹۹۳ حزب را ترک کرد، به نمایندگی از ایواته به‌عنوان یک عضو شورا درآمد.